# Rødspætte
Rødspætten (Pleuronectes platessa) er en fladfisk, der findes overalt i de danske farvande. Den er i øvrigt udbredt fra Middelhavet til Island og Hvidehavet. Den foretrækker steder, hvor bunden består af sten, sand og grus. De unge rødspætter findes på lavt vand, mens de voksne foretrækker 10-50 meters dybde. Rødspætten er en højrevendt fladfisk, idet det normalt er højre side, der under larvens forvandling bliver til overside.

## Udseende
Rødspætten kan blive op til 100 centimeter, men bliver i Danmark sjældent over 50 centimeter. Den kendes bedst på, at der bag øjnene løber en buet køl med 4-7 benknuder. Skællene er små og glatte og ikke taglagte. Munden er lille med ret tykke læber. Begge øjne findes normalt på fiskens højre side. På oversiden er rødspætten oftest brunlig med et grønligt skær og med spredte rødlige pletter, der ofte er omgivet af lyse eller mørke ringe. Undersiden er hvid.

## Levevis
Rødspætten lever især af børsteorme og tyndskallede muslinger. Den er mest aktiv i døgnets mørke timer, mens den skjuler sig på bunden om dagen. Den skifter farve efter bundens farve og struktur. Rødspættens naturlige fjender er ud over mennesket f.eks. krabber og torsk.

### Forplantning
Hannerne bliver i Nordsøen kønsmodne 3-4 år gamle og en længde på 20 centimeter, mens hunnerne kønsmodner et par år senere. I Østersøen bliver begge køn tidligere kønsmodne. Gydningen foregår normalt i 20-50 meters dybde i perioden januar til juni. Rødspætten foretrækker en temperatur på 6 °C til gydningen. Æggene er glasklare med en diameter på cirka 2 millimeter og flyder op til overfladen. Efter 2-3 uger klækkes de 6 millimeter store larver. Larverne lever af planktonorganismer og begynder efter cirka 5 uger med en længde på 1 centimeter en forvandling, hvor venstre øje vandrer op over hovedet, der vrides, og kroppen bliver bredere. Til at begynde med svømmer de små rødspætter skråt og siden med højre side opad. Med en længde på 1,2-1,4 centimeter skifter de fra et pelagisk liv til at leve på lavt vand langs kysterne. I det første efterår måler rødspætten 7-12 centimeter og trækker ud, for at overvintre på dybere vand.